# Möbel Walther
Möbel Walther war ein deutsches Möbelhandelsunternehmen. Es wurde in den 1960er-Jahren im heutigen Gründauer Ortsteil Lieblos von Rudolf Walther gegründet. Rudolf Walther starb 2020 an seinem Altersruhesitz in Subotica (Serbien) im Alter von 96 Jahren. Sein Sohn, Gerhard Walther, führte lange Jahre das Unternehmen und war für die rasche Expansion maßgeblich verantwortlich.
Ab November 1991 war das Unternehmen eine Aktiengesellschaft. Nach Übernahme der Aktienmehrheit durch den Unternehmer Kurt Krieger, den Eigentümer der konkurrierenden Möbelkette Höffner, schieden 2003 die letzten Mitglieder der Gründerfamilie aus dem Unternehmen aus. Ab Mitte 2006 wurden sämtliche unter dem Namen Möbel Walther geführten Einrichtungshäuser auf Höffner übertragen, so dass dem Unternehmen nur das Geschäft der von ihr 1990 gegründeten Discount-Tochter Sconto Möbel verblieb. Auch Sconto ging in den Folgejahren mehr und mehr in der durch Krieger geführten Unternehmensgruppe auf. Die Aktiengesellschaft, der zuletzt nur noch einige Immobilien verblieben waren, wurde schließlich im Geschäftsjahr 2015 auf die Krieger Grundstück GmbH verschmolzen.

## Geschichte
Als Familienunternehmen expandierte Möbel Walther nach der deutschen Wiedervereinigung in kurzer Zeit auf dem ostdeutschen Markt. Möbelhäuser in Dresden, Chemnitz, Leipzig, Halle (Saale), Magdeburg, Cottbus und Berlin folgten. Das Haupthaus stand in Gründau-Lieblos. In den alten Bundesländern kam ein Möbelhaus in Schwetzingen hinzu. Daneben wurden Mitnahmemärkte unter dem Namen Sconto SB betrieben. 1997 wurde Möbel-Mutschler mit Standorten in Leonberg und Neu-Ulm übernommen. Ebenso gehörte bis 2004 die Fachmarktkette „Ticco - Küche & Bad“ zum Konzern, welche dann mit Märkten in Walldorf, Mainz, Weiterstadt und Kriftel (Taunus) an „Küchen-Keie“ verkauft wurde.
Im Jahr 2000 wurde eine Filiale in Warschau und ein Webshop eröffnet. Die Firma war nach EN ISO 9001 zertifiziert. Möbel Walther galt als sehr sozialer Arbeitgeber und hob sich durch umfangreiche Weiterbildungs- und Schulungsmaßnahmen der Mitarbeiter vom Markt ab. Weiterhin gab es umfangreiche Personalförderprogramme, welche eine interne Karriere möglich machten. Firmengründer Rudolf Walther war sehr engagiert in der Kinderhilfe mit der Rudolf-Walther-Stiftung (heute Stiftung Kinderzukunft).
Möbel Walther erreichte von 1998 bis 2000 einen Jahresumsatz von ungefähr 1,6 Mrd. D-Mark. Der Expansionskurs, Kaufzurückhaltung und vor allem die Übernahme der Mutschler-Häuser führte letztlich zum finanziellen Zusammenbruch. 2002 erwarb der Möbelunternehmer Kurt Krieger, dem auch die Höffner-Gruppe gehörte, eine Mehrheit von 55 Prozent der Aktien.
2003 versuchte das Liegenschaftsunternehmen, die Beendigung des Mietvertrages für das angemietete Haus in Neu-Ulm durch Einstellung des Verkaufes wegen angeblicher Sicherheitsmängel am Gebäude zu erzwingen, wurde aber vom Landgericht Memmingen zur Wiederaufnahme des Betriebes gezwungen. 2004 handelten Manager des Unternehmens mit der im Eigentum des Landes Berlin stehenden Betreibergesellschaft des Mutschler-Zentrums eine vorzeitige Beendigung des bis 2016 laufenden Mietvertrages aus. Dabei drohte das Unternehmen damit, in Insolvenz zu gehen, um die Auflösung des Mietvertrages zu erzwingen. Die Staatsanwaltschaft Berlin nahm 2010 Ermittlungen auf, da tatsächlich nie die Gefahr einer Insolvenz bestanden hätte. Dem Land Berlin entstand durch die vorzeitige Kündigung ein Schaden von 97 Mio. €. Initiator dieser Sachlage war allerdings kein Mitglied der Familie Walther, sondern der Firmeninhaber um die Krieger-Gruppe.
Zum 1. Juli 2006 wechselten neun der zehn Möbel-Walther-Einrichtungshäuser zu Höffner. Daher konzentrierte sich das Unternehmen in der Folgezeit auf die Sconto-SB-Discount-Kette.
Kurt Krieger konnte seine Mehrheit bis 2007 auf 96,55 Prozent ausbauen und entledigte sich der übrigen Aktionäre kurz darauf über ein Squeeze-out. Der Sitz des Unternehmens wechselte von Gründau-Lieblos nach Schönefeld, an den Sitz der Krieger-Gruppe.
2012 belief sich der Umsatz des Möbel-Walther-Restkonzerns auf rund 260 Mio. €.  Mit Wirkung des Geschäftsjahres 2015 wurde die Möbel Walther AG auf die Krieger Handel SE verschmolzen.

### Firmierungen

#### Sconto SB
Als Mitnahmemarkt konzipiert und in Form eigenständiger Märkte im Unternehmen als eigene Schiene gegründet, gab es folgende Standorte:
- Kleinostheim
- Großpösna
- Coswig
- Dessau
- Dresden-Nickern
- Zwickau
- Bennstedt

Im osteuropäischen Ausland wurde versucht in der damaligen Tschechoslowakei (Brno, 2× Prag, Ostrava) Ungarn (2× Budapest, Miskolcz) und Polen (Wroczlaw) die Marke in Osteuropa zu etablieren. Später, unter Höffner, wurde die Sparte weiter ausgebaut und das Auslandsgeschäft abgewickelt.

#### Ticco Küche&Bad
An den Standorten Weiterstadt, Walldorf, Kriftel und Mainz als Spezialmöbelmärkte etabliert. Spätere Übernahme durch Küchen Keie beim Übergang in die Höffner-Gruppe.

#### News Junges wohnen
Ein Segment für moderne Möbel junger Leute. Am Hauptstandort Gründau sogar mit eigenem Gebäude, sonst Teilbereich der Grossmöbelmärkte.